# رياوية
رياوية (الاسم العلمي: Rheidae) هي فصيلة من الطيور تتبع رتبة النعاميات من طائفة الطيور.

## أجناس
- ريا